# بروتوكول الدار البيضاء

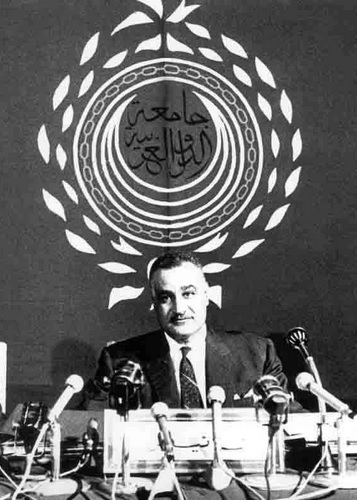
جمال عبد الناصر، الزعيم الفعلي للعالم العربي آنذاك، ألقى كلمة في قمة الدار البيضاء عام 1965 لجامعة الدول العربية

بروتوكول الدار البيضاء أو بروتوكول معاملة الفلسطينيين في الدول العربية الرسمي، هو بيان صادر عن جامعة الدول العربية في 11 سبتمبر 1965، في قمة جامعة الدول العربية عام 1965 في الدار البيضاء، المغرب.(1) وقد سعى البيان، في خمس مواد، إلى تنظيم الحماية القانونية للاجئين الفلسطينيين المقيمين في دول العالم العربي. ويُعد البرتوكول إحدى المحاولات الإقليمية المبكرة في مجال حماية اللاجئين، واختلفت مواقف الدول العربية فيه وتباينت مواقفها بخصوص تطبيقه عمليًا.
وعلى الرغم من تركيز البروتوكول على اللاجئين، إلا أنه لم يستخدم المصطلح، وأشار فقط إلى "الفلسطينيين". كان القصد من ذلك على ما يبدو مواءمة معاملة الفلسطينيين الذين لم يحصلوا على صفة لاجئ في ظل وكالة الأمم المتحدة لإغاثة وتشغيل اللاجئين الفلسطينيين (الأونروا).
يهدف البروتوكول إلى تنظيم حق الفلسطينيين في العمل على قدم المساواة مع مواطني الدول التي يعيشون فيها، وحريتهم في التنقل.(2)
على الرغم من أنها الأداة "الملزمة" الوحيدة لجامعة الدول العربية التي تتناول وضع اللاجئين الفلسطينيين، إلا أن تنفيذها كان غير متسق، وأُلغي فعليًا في عام 1991.

## السياق
في السنوات التي أعقبت النكبة الفلسطينية، منحت معظم الدول العربية للاجئين الفلسطينيين عددًا من حقوق الإنسان الأساسية مثل حق العمل وحق الإقامة [الإنجليزية] على قدم المساواة مع مواطنيها. مُنحت هذه الحقوق بشكل غير متسق وبتغيير متكرر، بين الدول المختلفة وتحت الحكومات المختلفة بمرور الوقت. كان بروتوكول الدار البيضاء محاولة لتوحيد هذه المعاملة، لكن تأثيره في الممارسة كان محدودًا.

## النص
النص باللغة العربية للبروتوكول هو كما يلي، مع علامة الحذف المقصود استبدالها باسم كل دولة موقعة. 
استناداً إلى ميثاق جامعة الدول العربية وملحقه الخاص بفلسطين وإلى قرار مجلس جامعة الدول العربية بشأن القضية الفلسطينية وعلى الخصوص إلى القرار الخاص بالمحافظة على الكيان الفلسطيني.

 فقد وافق مجلس وزراء خارجية الدول الأعضاء في اجتماعه بالدار البيضاء يوم 10 سبتمبر (أيلول) لعام 1965 على الأحكام الآتية، ودعا الدول الأعضاء إلى اتخاذ الإجراءات اللازمة لوضعها موضع التنفيذ:
(1) مع الاحتفاظ بجنسيتهم الفلسطينية، يكون للفلسطينيين المقيمين حالياً في أراضي ...... الحق في العمل والاستخدام أسوة بالمواطنين.
(2) يكون للفلسطينيين المقيمين حالياً في أراضي ...... ومتى اقتضت مصلحتهم ذلك، الحق في الخروج منها والعودة إليها.
(3) يكون للفلسطينيين المقيمين في أراضي الدول العربية الأخرى الحق في الدخول إلى أراضي.............. والخروج منها متى اقتضت مصلحتهم ذلك.  ولا يترتب على حقهم في الدخول الحق في الإقامة إلا للمدة المرخص لهم بها وللغرض الذي دخلوا من أجله ما لم توافق السلطات المختصة على غير ذلك.
(4) يمنح الفلسطينيون حالياً في أراضي ...... كذلك من كانوا يقيمون فيها وسافروا إلى المهاجر متى رغبوا في ذلك وثائق صالحة لسفرهم، وعلى السلطات المختصة أينما وجدت صرف هذه الوثائق أو تجديدها بغير تأخير..

 (5) يعامل حاملو هذه الوثيقة في أراضي دول الجامعة العربية معاملة رعايا دول الجامعة بشأن التأشيرات والإقامة.

## الموقعون
الدول التي دعمت البروتوكول بدون تحفظ هي:
- الأردن
- الجزائر
- السودان
- العراق
- سوريا
- مصر
- الجمهورية العربية اليمنية

أيدت ثلاث دول البروتوكول بتحفظات:
- لبنان: ثلاث تحفظات(3)
  - المادة الأولى: يمنح الفلسطينيون المقيمون الآن في لبنان حق العمل، مع حق الاحتفاظ بجنسيتهم الفلسطينية، وبقدر ما تسمح به أحوال الجمهورية اللبنانية الاجتماعية والاقتصادية.
  - المادة الثانية: هذه الجملة: وذلك أسوة باللبنانيين وضمن نطاق القوانين والأنظمة المرعية الإجراء" أُضيفت.
  - المادة الثالثة: هذه الجملة: ويشترط لحق الدخول إلى الأراضي اللبنانية الحصول مسبقاً على سمة دخول من السلطات اللبنانية المختصة
- الكويت: تحفظ أن المادة الأولى تستبعد حق الأعمال الخاصة / العمل الحر على قدم المساواة مع المواطن الكويتي
- ليبيا: التحفظ على المادة الأولى "حيث أن التعامل مع المواطنين الفلسطينيين المقيمين في ليبيا على قدم المساواة مع المواطنين العرب المقيمين في ليبيا."

ثلاث دول لم توافق على البروتوكول:
- السعودية
- المغرب
- تونس

انضمت تسع دول إلى الجامعة العربية بعد التوقيع على البروتوكول ولم توضح موقفها منه:  
- جمهورية اليمن الديمقراطية الشعبية، 12 ديسمبر 1967 (الانضمام إلى جامعة الدول العربية)
- البحرين، 11 سبتمبر 1971 (الانضمام إلى جامعة الدول العربية)
- قطر، 11 سبتمبر 1971 (الانضمام إلى جامعة الدول العربية)
- سلطنة عمان، 29 سبتمبر 1971 (الانضمام إلى جامعة الدول العربية)
- الإمارات العربية المتحدة، 6 ديسمبر 1971 (الانضمام إلى جامعة الدول العربية)
- موريتانيا، 26 نوفمبر 1973 (الانضمام إلى جامعة الدول العربية)
- الصومال، 14 فبراير 1974 (الانضمام إلى جامعة الدول العربية)
- فلسطين، 9 سبتمبر 1976 (الانضمام إلى جامعة الدول العربية)
- جيبوتي، 4 سبتمبر 1977 (الانضمام إلى جامعة الدول العربية)

## الهوامش
- 1 : شاركت 12 دولة عربية في القمة إلى جانب منظمة التحرير الفلسطينية وقاطعتها تونس.[13]
- 2 : أي حقهم في المغادرة والعودة، وإصدار وثائق السفر.[2]
- 3 :أبدت الحكومة اللبنانية تحفظات في مذكرة التوقيع على البروتوكول بتاريخ 3 أغسطس 1966.[14]

## المعلومات الكاملة للمراجع
- Albanese، Francesca P.؛ Takkenberg، Lex (2020). "IV. The Status of Palestinian Refugees in the Middle East and North Africa: Unpacking an Unsettling Solidarity". Palestinian Refugees in International Law. OUP Oxford. ISBN:978-0-19-108678-6. مؤرشف من الأصل في 2022-12-24.
- Shiblak، Abbas (1996). "Residency Status and Civil Rights of Palestinian Refugees in Arab Countries". [University of California Press, Institute for Palestine Studies]. ج. 25 ع. 3: 36–45. DOI:10.2307/2538257. ISSN:0377-919X. JSTOR:2538257. مؤرشف من الأصل في 2022-12-28. اطلع عليه بتاريخ 2022-12-28.
- Salahi، Reem (26 نوفمبر 2019). "Reinterpreting Article ID: Seeking Viable Solutions to the Palestinian Refugee Anomaly" (PDF). Berkeley Journal of Middle Eastern & Islamic Law. ج. 1 ع. 1: 143 ff. مؤرشف من الأصل (PDF) في 2023-01-18.
- Pepijn van Houwelingen, 2011, “Refugeeism” and the Two-State Solution, Volume: 3, Issue: 6, page 103 ff
- Khalil، A. (30 أكتوبر 2011). "Socioeconomic Rights of Palestinian Refugees in Arab Countries" (PDF). Oxford University Press (OUP). ج. 23 ع. 4: 680–719. DOI:10.1093/ijrl/eer027. ISSN:0953-8186. مؤرشف من الأصل (PDF) في 2023-01-18.
- أسامة العرب (24 أغسطس 2010). "ماذا عن تعديل بقية القوانين المجحفة بحق اللاجئين الفلسطنيين؟". نشرة فلسطين. مركز الزيتونة للدراسات والاستشارات والمعلومات. مؤرشف من الأصل في 2023-06-04. اطلع عليه بتاريخ 2023-05-03.{{استشهاد بدورية محكمة}}:  صيانة الاستشهاد: التاريخ والسنة (link)
- كنودسن، آري (1 يناير 2015). اللاجئون الفلسطينيون في المشرق العربي - الهوية والفضاء والمكان. المركز العربي للأبحاث ودراسة السياسات. ISBN:978-614-445-013-0. مؤرشف من الأصل في 2023-05-03.{{استشهاد بكتاب}}:  صيانة الاستشهاد: التاريخ والسنة (link)
- مجموعة من المؤلفين (1 يناير 2003). مستقبل اللاجئين الفلسطينيين وفلسطينيي الشتات. مركز دراسات الشرق الأوسط. ص. 592. ISBN:9796500138060. مؤرشف من الأصل في 2023-05-13.{{استشهاد بكتاب}}:  صيانة الاستشهاد: التاريخ والسنة (link)